# 格蘭尼斯 (阿肯色州)
格蘭尼斯（英語：Grannis）是一個位於美國阿肯色州波爾克縣的城鎮。

## 地理
格蘭尼斯的座標為34°14′20″N 94°19′42″W / 34.23889°N 94.32833°W，而該地的平均海拔高度為285米（即935英尺）。

## 人口
根據2020年美國人口普查的數據，格蘭尼斯的面積為20.66平方千米，當中陸地面積為20.54平方千米，而水域面積為0.12平方千米。當地共有人口496人，而人口密度為每平方千米24人。